# Vitório Pavanello
Vitório Pavanello (ur. 20 stycznia 1936 w Presidente Getúlio) – brazylijski duchowny rzymskokatolicki, w latach 1986-2011 arcybiskup Campo Grande.

## Życiorys
Święcenia kapłańskie przyjął 31 lipca 1966. 26 listopada 1981 został prekonizowany biskupem Corumbá. Sakrę biskupią otrzymał 31 stycznia 1982. 26 listopada 1984 został mianowany koadiutorem archidiecezji Campo Grande. 12 grudnia 1986 objął urząd ordynariusza. 4 maja 2011 przeszedł na emeryturę.